# قائمة مسلسلات رمضان 2009
قائمة مسلسلات رمضان 2009 هذه قائمة بالمسلسلات التلفزيونية التي عُرضت في شهر رمضان 2009:
| اسم المسلسل                | التقيم | الابطال                                                           | القصة | التصنيف                                   |
| -------------------------- | ------ | ----------------------------------------------------------------- | --- | ----------------------------------------- |
| قلوب صغيرة                 | 7.0    | - يارا صبري - سلوم حداد - منى واصف - أمل عرفة                     | يتناول المسلسل جملة من الظواهر الاجتماعية السلبية المعاصرة، بدءًا بالتحديات التي يواجهها الشباب، مرورًا بالعنف ضد الأطفال ومشكلات الفقر والتشرد والتسول وتجارة الرقيق الأبيض، وصولًا إلى الأمومة والتفكك الأسري وجرائم الشرف | دراما                                     |
| إسماعيل يس (أبو ضحكة جنان) | 7.0    | - أشرف عبدالباقي - محمد ريحان - صلاح عبدالله - رانيا فريد شوقي    | يتناول المسلسل قصة حياة الفنان الكبير إسماعيل ياسين الذي بدأ مطربًا في السويس، ورحلته الطويلة التي قطعها منذ ذلك الوقت حتى النجم الكوميدي رقم 1 في حقبة الخمسينات | - سيرة ذاتية - دراما - كوميدي             |
| عصابة بابا وماما           | 7.0    | - هاني رمزي - نيكول سابا - حجاج عبدالعظيم - خالد محمود            | تدور أحداث المسلسل حول حسين (هاني رمزي) الذي يعاني من البطالة ويفشل في إتمام الزواج من حبيبته نجلاء (نيكول سابا) بسبب ظروفه المادية رغم عقد قرانهما منذ سنوات، مما يدفعه للتفكير في السرقة | - كوميدي - دراما                          |
| غشمشم ج4                   | 5.6    | - علي المدفع - فهد الحيان - ثامر الشعيبي - هيا الشعيبي            | يعود المسلسل الكوميدي غشمشم بالجزء الرابع، بكثير من النصائح، حيث تابعنا رشيد في الأجزاء السابقة وإجتهاده في البحث عن عمل ليحسن من معيشته، ليجد نفسه بمواجهة العديد من العراقيل والمفارقات الغريبة والطريفة حتى يصل إلى غايته، على الرغم من فشله الدائم، إلا أن الحظ يحالفة تلك المرة ويحصل على الملايين،...اقرأ المزيد ولكن لسوء إدارته لهم يتبخر كل شئ، ويعود كما كان في الماض                                                                              | - دراما - كوميدي                          |
| أفراح إبليس ج1             | 8.0    | - جمال سليمان - عبلة كامل - ريهام عبدالغفور - أحمد سعيد عبدالغني  | تدور أحداث المسلسل حول همام رجل الأعمال الصعيدي، الذي يقع في غرام الخادمة دهب بعدما أحضرتها زوجته جملات لتعطف عليها، وفي نفس الوقت يحاول السيطرة على تجارة الحديد من خلال علاقاته بشخصيات مهمة في القاهرة، فهل سينجح | دراما                                     |
| عاشق السراب                | 5.5    | - ليلى الشابي - صالح الجدي - يونس الفارحي - حمادي الوهايبي        | طالب في كلية الفنون الجميلة له شغف ورؤية للفن التشكيلي المعاصر ويسعى لأن يغير المفهوم التقليدي عن الفن التشكيلي لكن يواجه باستهزاء وعدم إيمان بقدراته ومشاكل مع ابن رجل أعمال مساهم في الجامعة الخاصة التي يدرس بها فيتسبب في رسوبه فيقرر عدم الرجوع لا للكلية ولا للفن التشكيلي الخاص الذي يرغب في نشر | دراما                                     |
| حنة و رنة                  | 6.4    | - غانم ناصر - مروان عبدالله - أمينة عبدالرسول - رزيقة الطارش      | غانم ناصر\n مروان عبدالله\n أمينة عبدالرسول\n رزيقة الطارش, | دراما                                     |
| نيرة                       | 6.2    | - غازي حسين - صلاح الملا - فاطمة الحوسني - هيفاء حسين             | تدور الأحداث في الكويت بثلاثينيات القرن العشرين وقبل ظهور النفط في دول الخليج العربي، وتتحدث عن فتاة شابة تشهد حياتها العديد من التقلبات والنكسات على صعيد العائلة وعلى الصعيد الشخصي كذلك، كما أن الأحداث تتضمن قصة حب مؤثرة وأحداث درامية ورومانسية وتفاصيل تاريخية تعرض على الشاشة للمرة الأولى | - دراما - تاريخي                          |
| ابن الأرندلي               | 7.4    | - يحيى الفخراني - معالي زايد - دلال عبدالعزيز - وفاء عامر         | تدور الأحداث حول محامي فاسد يعيش في منطقة شعبية يدافع عن الفاسدين بالتحايل على القانون، تتعرض حياته لموقف يقلبها رأسًا على عقب ويبدل حاله إلى حال آخر | - عائلي - كوميدي - دراما                  |
| الأشرار                    | 6.8    | - مجدي كامل - حسن حسني - لقاء الخميسي - أحمد خليل                 | تدور أحداثه حول (صبري)، الذي انقلبت حياته رأسًا على عقب، بعد أن فقد والديه في حادث انهيار منزلهم، بينما نجى هو لوجوده بالجامعة ساعتها، ويستعرض لنا المسلسل رحلته وسعيه لأن يقف على قدميه ويصبح ذي شأن رفيع بالمجتمع مهما كانت الوسائل والسُبل | - تشويق وإثارة - دراما                    |
| شوفلي حل ج6                | 7.0    | - كمال التواتي - منى نور الدين - هشام رستم - جميلة الشيحي         | تتواصل أحداث عائلة سليمان الأبيض بفتح زينب لمشروع حلويات مع فضيلة وتحقيق أرباح كبيرة، أما دالندا فتعاود علاقتها مع وسيم. ويقررا الزواج والذهاب للعيش في الشرق الأوسط، بنهاية الموسم، السبوعي وسليمان متقدمان في السن ولا يزالان يتشاجران | كوميدي                                    |
| البوابة الثانية            | 6.6    | - نبيلة عبيد - هشام عبدالحميد - أحمد ماهر - غرام هندي             | تدور أحداث المسلسل حول دكتورة في الجامعة لديها ابن أثناء قيامه برحلة في سيناء مع أصدقائه يتم اعتقاله داخل السجون الإسرائيلية فتكتشف الدكتورة ذلك وتبدأ في عملية البحث عنه ومحاوله إخراجه من المعتقل | دراما                                     |
| راجل وست ستات ج4           | 7.6    | - أشرف عبدالباقي - لقاء الخميسي - سامح حسين - إنتصار              | تخوض العائلة سلسلة جديدة من القصص الطريفة، والتي يحاول فيها عادل إدارة البازار الذي يمتلكه من جانب، والسيطرة على نساء منزله وحياته العائلية من جانب آخر | كوميدي                                    |
| الوتر المشدود              | 5.8    | - آثار الحكيم - معالي زايد - كمال أبو رية - سامح الصريطي          | (أميرة) مدرس مساعد بكلية التجارة، ترتبط بـ(هاني) المحامى الذي ساندها في الحصول على حقها في الميراث الذي اغتصبه إخوتها، ويتزوجان ويحقق كل منهما للأخر نقله نوعية لحياته بإنجابها ابنهما الوحيد (وليد) أو بتأسيس مكتب محاماة كبير لزوجها والتحاقها بوظيفة مرموقة بأحد البنوك لتنتقل أميرة إلى عالم جديد | دراما                                     |
| هوامير الصحراء             | 5.4    | - سعد خضر - مطرب فواز - أميرة محمد - علي السبع                    | | دراما                                     |
| زمن العار                  | 8.4    | - بسام كوسا - تيم حسن - خالد تاجا - منى واصف                      | بثينة فتاة تجاوزت الثلاثين، أفنت شبابها في خدمة أمها المصابة بمرض مزمن، مما سبب لها عزلة عن العالم الخارجي وحرمها من أنوثتها ومن تحقيق أحلامها كامرأة في الحصول على زوج وبيت وعائلة، لتجد نفسها فجاة أمام جميل زوج صديقتها الوحيدة صباح، ومنفذها إلى المجتمع والذي يوقظ شعور الأنوثة المنسية فيها | دراما                                     |
| أقفاص بلا طيور             | 0.0    | - أحمد الحفيان - وجيهة الجندوبي - رؤوف بن عمر - درصاف مملوك       | يروي قصة إبراهيم الذي يسافر إلى فرنسا رغم معارضة زوجته لاتمام تخصصه في مجال الهندسة الزراعية. وأثناء تواجده في فرنسا يتورط في قضية سرقة ويسجن وتنقطع أخباره عن أسرته.\nوبعد مرور سنوات طويلة يعود إلى وطنه ويجد صعوبة في التكيّف والتأقلم مع محيطه العائلي والاجتماعي | دراما                                     |
| باب الحارة ج4              | 6.9    | - منى واصف - صباح الجزائري - وائل شرف - ميلاد يوسف                | تتصاعد الأحداث حين حاصر الفرنسيون حارة الضبع وتأهبوا لقصفها بالمدفعية واقتحامها. وتتصاعد الأحداث بعد أن تصدر القوات الفرنسية أمرًا باعتقال أبو شهاب عقيد الحارة مما يجعله يقرر الهرب، لينتقل للعيش مع الثوار ويشارك في تزويدهم بالسلاح ومساعدة فلسطين لمواجهة الإنجليز | - تشويق وإثارة - حرب - دراما              |
| صدق وعده                   | 6.7    | - خالد النبوي - أيمن زيدان - ريم علي - سوسن بدر                   | تدور أحداث المسلسل في زمن فاصل قبل ظهور الدين الإسلامي وبعده، في مناطق الحجاز ونجد ونجران والمدينة واليمن ومدائن العراق. حيث تنشأ قصة حب بين الأعرابي الشاب تيم، وجارية الحانة عناق، وتلقي الأحداث الاقتصادية والاجتماعية وما كان سائدًا في مكة من معتقدات وأساطير بظلالها على قصة حب تيم وعناق | - رومانسي - دراما - تاريخي - ديني         |
| بشرى سارة                  | 7.4    | - ميرفت أمين - فادية عبدالغني - عايدة رياض - سامح الصريطي         | تدور أحداث المسلسل حول مُدرسة مصرية سافرت للعمل في الخليج لسنوات طويلة، وبعد فترة طويلة قررت العودة إلى بلدها ولكنها فوجئت بتغيرات كثيرة في سلوك المواطنين، فدخلت في مشاكل عديدة منذ رجوعها | - عائلي - دراما                           |
| علشان ماليش غيرك           | 5.6    | - إلهام شاهين - رياض الخولي - أحمد عزمي - ريهام عبدالغفور         | منيرة (إلهام شاهين) هي سيدة في الأربعينيات من العمر تعيش في منطقة نائية يطلق عليها نزلة الرشيدي وزوجها هو حاكم المنطقة والمسيطر عليها، يتوفى زوجها وتحاول بعد وفاته إعداد ابنها ليحل محل أبيه، لكنها في هذا الأثناء تحكم المنطقة بنفسها حتى تقابل الحب الحقيقي الذي يقلب حياتها رأسًا على عقب | - تشويق وإثارة - دراما                    |
| بيت جدي                    | 7.9    | - بسام كوسا - ناجي جبر - وفاء موصللي - أسعد فضة                   | يتناول المسلسل حي الميدان في عام 1930 عبر عائلة كبيرة تسكن بيتًا واحدًا وينشأ بين أفرادها العديد من القضايا التي تستهوي المشاهدين ولا يكتفي العمل بذلك بل يخرج إلى الحارة ليلاحظ تشابك العلاقات بين أفرادها وخاصة أن حي الميدان يعد من أعرق الأحياء الدمشقية وكان في تلك الفترة في قلب المدينة | دراما                                     |
| بيت العيلة ج1              | 6.6    | - هالة فاخر - شيرين - رزان مغربي - إيمان السيد                    | أربع شقيقات يعشن معًا في فيلا والدهم بعد أن حصل أربعتهم على الطلاق من أزواجهن، وعندما يعودوا للعيش معًا في البيت القديم، تقع بينهم العديد من المفارقات الكوميدية، فمنهم المهتمة بمجال الموضة، والثانية التي تملك شخصية رومانسية حالمة، والثالثة التي تتحمل مسئولية رعاية الوالدين، والرابعة امرأة أكولة | كوميدي                                    |
| هدوء نسبي                  | 7.5    | - عابد فهد - نيللي كريم - نادين سلامة - بيار داغر                 | تدور أحداث المسلسل حول مجموعة من الإعلاميين من دول مختلفة سافروا إلى العراق قبيل الاحتلال الأميركي بعشرة أيام ما يضطرهم إلى البقاء فيها شهراً كاملاً بعد الغزو الأمريكي حتى يستطيعوا العودة لبلادهم، ليبدأ كل منهم في سرد تفاصيل حكايته | - تشويق وإثارة - دراما                    |
| شتاء ساخن                  | 7.6    | - عباس النوري - باسم ياخور - جلال شموط - محمد حداقي               | يعالج العمل مجموعة من القضايا الإشكالية في المجتمع انطلاقًا من جريمة قتل تحدث بقصد السرقة، حيث يكتشف الابن الضابط حقيقة والده السارق، ويفاجأ أب أن ابنته قد أجرت عملية لتغيير جنسها، وتحاول أرملة أن تتعامل مع رجل قدم لها الحب كتعويض عن مقتل زوجها فتتزوج منه لتكتشف أنه هو وراء قتل زوجها | دراما                                     |
| قلوب للإيجار               | 7.0    | - عبدالعزيز جاسم - غازي حسين - باسمة حمادة - عبدالله عبدالعزيز    | ويتحدث المسلسل عن حياة أشخاص وما يتعرضون إليه من أزمات ومواقف عبر أحداثه التي تجسد الواقع الذي تعيشه بعض الأسر القطرية وغيرهم في ظل أزمة ارتفاع أسعار العقارات والغلاء الرهيب كما يتحدث المسلسل عن الأزمة الاقتصادية والتي حلت في العالم أجمع وتأثيرها علي الشأن المحلي في قالب كوميدي علي مدي ثلاثين حلقة | - كوميدي - رومانسي - دراما                |
| ليالي                      | 6.3    | - زينة - صلاح عبدالله - عزت أبو عوف - سوسن بدر                    | (ليالي) طالبة في كلية الصيدلة، يورطها والدها في شهادة زور بقضية فساد، فترفض (ليالي) وتهرب إلى القاهرة وترتبط بمنتج لبناني وتتزوجه لأنه وعدها بأنه سيساعدها في شق طريقها الفني لتكتشف أنه يستغلها وأن زواجه منها كان من أجل إنجاب ابن لهما وليس لمشروعها الفني | دراما                                     |
| حرب الجواسيس               | 6.5    | - هشام سليم - منة شلبي - شريف سلامة - باسم ياخور                  | تدور أحداث المسلسل حول محاوله تجنيد فتاة تدعى سامية فهمي (منة شلبي) لصالح المخابرات الأسرائيلية ولكن يحدث العكس وتبلغ المخابرات المصرية وتقرر بالتعاون معهم | - تشويق وإثارة - دراما - حرب - سيرة ذاتية |
| قاتل بلا أجر               | 6.5    | - حسين فهمي - فاروق الفيشاوي - منة فضالي - هبة مجدي               | تدور أحداث المسلسل حول وكيل نيابة (فاروق الفيشاوي)، وطبيب مهاجر ومتزوج من إنجليزية، فيحدث تعارف بين وكيل النيابة والطبيب في حادث مؤلم وتجمعهما صداقة قوية | - تشويق وإثارة - دراما                    |
| دمعة يتيم                  | 6.1    | - حياة الفهد - علي جمعة - سعاد علي - صلاح الملا                   | مسلسل اجتماعي يناقش قضية الأيتام في المجتمع وما يتعرضون له عقب وفاة آبائهم، كما يشير العمل إلى الحلول التي ينبغي أن تفعّل داخل المجتمع لحماية هذه الفئة من أطماع البعض فيهم واستغلالهم لها | دراما                                     |
| دروب المطايا               | 6.4    | - أحمد الجسمي - ياسر النيادي - هدى الخطيب - سلطان النيادي         | ويتكلم المسلسل عن الإمارات في فترة الثلاثينات عندما كانت تأتي القوافل من العين تحضر الخيرات وتعود بأسر أهل البحر، والمسلسل يتناول قضايا أنسانيه ووجدانيه وعادات وتقاليد الإمارات ويغوص في بعض الحالات الخاصة التي تركز على معاني الشهامه والشرف والوحد | دراما                                     |
| عبودة ماركة مسجلة          | 7.7    | - سامح حسين - هالة فاخر - لطفي لبيب - أسامة عباس                  | تدور أحداث المسلسل حول شاب يدعى عبودة الذي يتعرض للعديد من الصعوبات المادية في الحياة وعدم قدرته على تجهيز شقة الزوجية، وإذا به فجأة يكتشف أنه لدية ثروة كبير | - كوميدي - عائلي - دراما                  |
| الرحايا حجر القلوب         | 8.2    | - نور الشريف - سوسن بدر - لطفي لبيب - أشرف عبدالغفور              | تدور أحداث المسلسل حول رجل يمتلك المال والسلطة يدعى محمد أبو دياب (نور الشريف) محبوب من أهل بلدته الذين يعيشون تحت إمرته لكنه يتعرض للغدر من أقرب الناس إليه | دراما                                     |
| الإعتذار                   | 5.3    | - غازي حسين - خالد أمين - فاطمة عبدالرحيم - يعقوب عبدالله         | مشعل يعيش عدة تجارب مختلفة في حياته وأبرزها علاقة حب فاشلة وتجربة زواج فاشلة أيضًا. وعبدالرزاق شاب مغامر في الحياة يعمل بالتهريب وغسيل الأموال والعقود الوهمية المشبوهة. وخلود الزوجة السرية لعبدالرزاق وهي على علاقة بصديق صحافي وتحاول الإيقاع بزوجها | دراما                                     |
| بيت جدي 2 (الشام العدية)   | 7.0    | - بسام كوسا - سامر المصري - وفاء موصللي - نسرين طافش              | يتطرق المسلسل إلى تاريخ سورية الحديث، ومرحلة نضالها ضد الاستعمار الفرنسي والموالين له، سلط الضوء على واقع الثوار.. وفي الوقت نفسه يتعرض لجوانب اجتماعية كثيرة تطال البيئة الاجتماعية السائدة آنذاك، والأفكار التقليدية والموروث الشعبي، إضافةً إلى الكثير من القيم النبيلة والمعاني، السامية | دراما                                     |
| كريمة .. كريمة             | 7.1    | - ماجدة زكي - مي كساب - عزت أبو عوف - لطفي لبيب                   | كريمة ربة منزل تعمل في أكثر من وظيفة لإعالة أسرتها، يموت عنها زوجها، وتكتشف أنه كان متزوج من سيدة أخرى، وأنه كان يدخر ثروة ضخمة، وتحصل على نصيب كبير من هذا المال وتتحول إلى سيدة بخيلة | - كوميدي - دراما - عائلي                  |
| خاص جدا                    | 7.0    | - يسرا - محمود قابيل - تامر هجرس - يسرا اللوزي                    | تدور أحداث المسلسل حول طبيبة نفسية تمتلك عيادتين إحداهما في مصر وأخرى في دبي، وتنجح من خلال عملها في حل مشاكل مرضاها، لكنها تفشل في تكوين حياة سعيدة مع زوجها | - دراما - عائلي - تشويق وإثارة            |
| تاجر السعادة               | 7.2    | - خالد صالح - داليا مصطفى - عبير مكاوي - سحر كامل                 | تدور أحداث المسلسل في إطار درامي كوميدي، من خلال شخصية مصباح (خالد صالح) بائع الخواتم الكفيف، الذي لم يكمل دراسته الأزهرية، وبرغم من أنه فقد بصره إلا أنه لم يفقد البصيرة في التعامل مع الآخرين، حيث يعتمد أهل حارته عليه في حل مشاكلهم، ويزعم أنه صاحب \كرامات\، فيلتف حوله أهل المنطقة التي يعيش...اقرأ المزيد بها من أجل أن يحظوا بقسم من بركته | - دراما - كوميدي                          |
| هديل الليل                 | 5.7    | - خالد البريكي - شهد ياسين - حسن رجب - فاطمة حسن                  | تدور القصة حول عائلة الشيخ (قاسم) حاكم القرية، وولديه اللذين يفاجأ بظلمهما للناس، وسلب أراضيهم وأموالهم بدون وجه حق، ويقف ضدهما (آدم) أحد أبناء القرية، ويطلق على أكبرهما النار، ويهرب إلى الجبل، فيختلط بقطاع الطرق، ويواجه نفس الحياة التي كان يعيشها من ظلم وسلب لحقوق الغير، وهو ما يرفضه، وتتطور...اقرأ المزيد الأحداث على مدى الحلقات الثلاثين، وتتعرض (هديل) زوجته وأولاده لضغوط (زيدان) وأتباعه بهدف القبض على (آدم)                                 | دراما                                     |
| ما تخافوش                  | 6.9    | - نور الشريف - نهال عنبر - محمد أبو داوود - مي نور الشريف         | تدور الأحداث حول الإعلامي (مكرم بدوي) صاحب قناة فضائية ومقدم برنامج (ما تخافوش) والذي ينادي فيه بنبذ الخوف من حياتنا ويتطرق لجميع المشاكل التي تواجهنا في المجتمع العربي والمصري، إلى جانب القضايا التي تمس الواقع العربي ومن ضمنها الصراع الأزلي بين العرب والصهاينة | دراما                                     |
| عمر الشقا                  | 5.8    | - حياة الفهد - محمد جابر - أحمد السلمان - طيف                     | تدور أحداث المسلسل في قالب اجتماعي حول أم تعاني من وجود سر في حياتها وتخفيه منذ سنوات طويلة لكن بسبب الظروف والضغوطات، تجد نفسها أمام قرار صعب بضرورة إفشاء السر | دراما                                     |
| حدف بحر                    | 5.1    | - سمية الخشاب - أحمد حبشي - حسن العدل - أشرف عبدالغفور            | أحداث المسلسل تدور حول قصة فتاتين توأم يعيشان في مدينة الإسكندرية، أحدهما تعمل طبيبة تحاول الكشف عن قضايا الفساد الطبى التى انتشرت مؤخرًا في مصر، وأخرى تعشق الغناء وتبحث عن فرصة لاكتشافها فنيًا حتى تصبح واحدة من أهم سيدات المجتمع | دراما                                     |
| فنجان الدم                 | 5.6    | - جمال سليمان - ميساء مغربي - باسم ياخور - عبدالمحسن النمر        | عند ولادة الذكر الألف، تقرر قبيلة المعيوف الوفاء بالنذر وفقًا لطريقة تقترحها النجود بنت شعلان المعيوف (عرّافة القبيلة)، وهنا يقترح بنيّة المحزّم عقيد حرب قبيلة المعيوف أن تغيّر القبيلة مسكنها الجبلي الوعر إلى السهول حيث منابع المياه والمراعي | دراما                                     |
| بوجي وطمطم ج2              | 4.4    | - هالة فاخر - نصير شمة - حسن مصطفى - نيللي كريم                   | تدور أحداث المسلسل حول مفهوم الكنز في حياة الأطفال من خلال البحث عن كنز ورثه بوجي عن جد | دراما                                     |
| كلام نسوان                 | 5.2    | - هدى الصيفي - إنعام الجريتلي - عايدة غنيم - محمد جبريل           | تدور أحداث المسلسل حول أربعة من النساء من عوالم مختلفة، تجمعهن الصدفة في مجمع سكني واحد، الأمر الذي يؤدي إلى تشابك العلاقة بينهن، فعندما تمر كل واحدة بأزمة لا تجد مخرجًا لمشكلتها إلا بالإفصاح للأخريات لمساندتها | دراما                                     |
| يوميات المفتش كرومبو       | 7.4    | - إسلام محي - إيمان محمود                                         | يقوم المفتش \كرومبو\ بحل قضايا غامضة وألغاز مستعينا بما يجمعه من معلومات عند إستجواب المشتبه بهم، ويساعده في حل القضايا مساعديه الإثنان | كوميدي                                    |
| الة والمستخبي              | 7.8    | - ليلى علوي - باسم سمرة - سوسن بدر - نضال الشافعي                 | تدور أحداث المسلسل حول امرأة متزوجة في منزل العائلة تعيش في حي شعبي ولديها خمسة ابناء، وتعيش هي وأسرتها في ظروف مادية صعبة، لأن زوجها عاطل عن العمل، لتتصاعد الأحداث عندما يبيع زوجها أحد ابنائهم دون علمها لأسرة ثرية | دراما                                     |
| الظل الأبيض                | 6.1    | - أحمد جوهر - جمال الردهان - أحمد السلمان - عبير الجندي           | | دراما                                     |
| بلقيس                      | 6.2    | - صبا مبارك - أسعد فضة - عبير عيسى - منذر رياحنة                  | تواجه الملكة بلقيس أحداثًا شهدت توترات عسكرية وحروب قبيلة، لكنها استطاعت بذكائها وحكمتها أن تنتصر فيها، وتوحد البلاد تحت قيادتها حتى عرف اليمن في عهدها باسم اليمن السعيد | - سيرة ذاتية - دراما - تاريخي             |
| الأدهم                     | 7.3    | - أحمد عز - سيرين عبدالنور - إيمان العاصي - صلاح عبدالله          | بسبب الظلم الذي يتعرض له أدهم وسلبه حقه من الميراث، تضطر به الأحوال للهجرة غير الشرعية حتى يستقر به المقام في أوكرانيا، ويبدأ هناك في الإتجار في المخدرات حتى يصير من كبار رجالها | دراما                                     |
| الباطنية                   | 7.0    | - صلاح السعدني - لوسي - غادة عبدالرازق - أحمد فلوكس               | تدور أحداث المسلسل في حي الباطنية حول تاجر مخدرات يدعى (إبراهيم العقاد) يمتلك مغلقًا للخشب كستار لتجارة المخدرات، تخرج ابنته عن طاعته، لتتزوج بضابط شرطة، بينما يقع ابنه بحب فتاة فقيرة تدعى (وردة) يتزوجها عرفيًا، ليفرقهما الأب، فتسعى وردة للإنتقام، وتتصاعد الأحداث | - دراما - تشويق وإثارة                    |
| قلبي معكم                  | 7.5    | - عباس النوري - نادين تحسين بيك - ريم علي - وائل شرف              | بشر طبيب جراح لديه مستشفى ورثها عن والده ومتزوج من سيدة تصغره في السن، ومن خلال هذه المستشفى يتم التعرّف على شخصيات متنوعة ومرضى قادمين للعلاج ومن خلالهم يتم استعراض المشكلات المتنوعة للناس والتي تتداخل مع حياة بشر | دراما                                     |
| أدهم الشرقاوي              | 5.8    | - محمد رجب - نسرين إمام - أحمد هارون - دوللي شاهين                | تدور أحداث المسلسل عم سيرة حياة البطل الشعبي أدهم الشرقاوي، شاب صغير السن يقرر أن يرفع الظلم عن أهل قريته إيتاي البارود ويقع في حب بنت ريفية بسيطة من قريته | دراما                                     |
| ي الريف والبنادر           | 6.5    | - ممدوح عبدالعليم - سميحة أيوب - وائل نور - منال سلامة            | بعد مقتل حماد وجعفر على يد عبد الله، تزداد الضغوط على فتح الله، بينما تُدبر المكائد من جديد له من العديد من الأطراف والأعداء | دراما                                     |
| صبايا ج1                   | 7.6    | - نسرين طافش - جيني أسبر - كندة حنا - ديمة الجندي                 | قصة خمس فتيات يعشن في منزل واحد وما يتخلل ذلك من أحداث ومغامرات متفرقة، نتعرف فيها على العديد من الشخصيات التي تحتك بالفتيات ضمن إطار اجتماعي كوميدي خفيف ليشكل هذا العمل نموذجًا لعدة شرائح اجتماعية وتفاعلها مع بعضها البعض وما يرافق ذلك من مواقف تأتي انعكاسًا حقيقيًا للحياة الواقعية | - كوميدي - مغامرات - رومانسي              |
| رجال الحسم                 | 6.4    | - باسل خياط - مايا نصري - ياسر المصري - فايز قزق                  | تدور أحداث المسلسل حول مدرس شارك في حرب الجولان واكتشف بعد رجوعه إلى قريته أن والدته وأخيه قد استشهدوا فيقرر بعد ذلك الانتقام من الذين عملوا ذلك بعملية فدائية في الأرض المحتلة | دراما                                     |
| حقي برقبتي                 | 5.9    | - حسن حسني - ماجدة زكي - سامي العدل - مها أبو عوف                 | تدور أحداث المسلسل حول زميلان في كلية حقوق تزوجا بعد قصة حب ويمتلكان مكتب للمحاماة ويوجد تنافس شديد بينهم، ويتحول هذا الصراع إلى حرب عائلية، وعندما يحاولان ترميم ما فسد من علاقات بينهما، يطاردهما الجميع | كوميدي                                    |
| أنا قلبي دليلي             | 5.8    | - صفاء سلطان - أحمد فلوكس - أمل رزق - دنيا عبدالعزيز              | قصة حياة الفنانة ليلى مراد منذ لحظة ولادتها إلى إعتزالها مرورًا بأيام شبابها والأحداث الإجتماعية والسياسية التي كان لها دور في تشكيل شخصيتها وتكوين إرثها الفني | - سيرة ذاتية - دراما                      |
| أم البنات                  | 8.5    | - سعاد عبدالله - غانم الصالح - خالد البريكي - حمد العماني         | تدور أحداث المسلسل حول أم وبناتها الستة، كل واحدة منهن لها تفكيرها وطابعها الخاص بالحياة، تحاول الأم دومًا الحفاظ على تواجدها داخل حياة بناتها لتساعدهم على تخطي مشاكلهم بأسلوب تربوي ناجح | دراما                                     |
| الجيران                    | 6.4    | - أحمد الجسمي - عبدالمحسن النمر - هند البلوشي - أحمد إيراج        | يطرح المسلسل العلاقة بين الجيران في ظل المتغيرات الإجتماعية والإقتصادية الطارئة على مجتمع الخليج، محذراً من بداية تزعزع مفهوم الجيرة. \n\nتدور الأحداث في محيط مجموعة من الجيران وآخرون تفرقوا بحكم صعودهم الإجتماعي ولكن لازالت تربطهم علاقات بجيرانهم السابقين، فنتعرف على طموحاتهم ورغباتهم الجامحة...اقرأ المزيد في الصعود الإجتماعي ولو على حساب علاقة هذه الجيرة التي لم تعد تمثل لهم غير إدعاءات فارغة يقفزون عليها كلما وقفت عائقا أمام تحقيق رغباتهم | دراما                                     |
| عجيب غريب                  | 7.5    | - أحمد الجسمي - صوغة - منصور الفيلي - مسعد الطمباري               | تدور الاحداث في إطار كوميدي حول عائلة مكونة من الأب والأم وعدد من الأولاد مع جدتهم، يعمل الأب في سوق الأسهم بعد أن تقاعد لكنه يخسر أمواله ومنزله ومزرعته نتيجة الأزمة الاقتصادية العالمية، مما يضطره إلى أن يسكن في شقة في إحدى البنايات، ويتعرض لمشاكل كثيرة ومتنوعة | كوميدي                                    |
| نجوم الليل                 | 5.8    | - هشام رستم - علي بنور (علي بن نور) - محمد كوكا - علي الخميري     | مسلسل (نجوم الليل) يمثل الصراع الطبقي بين الطبقة الفقيرة المتمسكة بالشرف والتي تدافع عن مبادئها مهما كلفها من ثمن وبين الطبقة البرجوازية المتسلقة والتي توصلت إلى جمع ثروة من الأعمال المخالفة للقانون من تجارة المخدرات والسوق السوداء وتجارة الرقيق\nالأبيض، وتنشأ الحرب بين الطبقتين | دراما                                     |
| قانون المراغي              | 6.5    | - خالد الصاوي - غادة عبدالرازق - أنوشكا - صفاء الطوخي             | محامي شهير يدعى هشام المراغي، انتهازي يقبل كل القضايا المعروضة عليه بغض النظر عما إن كان صاحبها بريئًا بالفعل أم مدان وتتناول الأحداث علاقته بزملائه وبزوجته المحامية التي تتصدى للظلم وتدافع عن المظلومين مما يخلق تصادم بينهما، مع تعرضهما للعديد من المشاكل الشخصية التي تتحول إلى قضية رأى عام | دراما                                     |
| طاش ما طاش ج16             | 8.0    | - عبدالله السدحان - ناصر القصبي - عبد الإله السناني - حبيب الحبيب | مجموعة حلقات منفصلة، كل حلقة تتحدث عن مشاكل المجتمع السعودي بكوميديا ساخرة، وأحيانًا وقلما يكون بعض حلقاتها درامية أو مرعبة، وهو من بطولة النجمين السعوديين عبدالله السدحان وناصر القصبي | - كوميدي - دراما - عائلي                  |
| العمدة هانم                | 6.5    | - صابرين - أحمد بدير - دنيا عبدالعزيز - علاء مرسي                 | تدور أحداث المسلسل حول عمدة يحارب كل شيء يساهم في تقدم قريته أو تقدم أبناء القرية فترفض زوجته أسلوب زوجها فتسعى إلى تقدم القرية فترشح نفسها لمنصب العمودية أمام زوجها وتنجح لكي تبدأ في إدارة شئون الناس | دراما                                     |
| جنون ليلى                  | 7.8    | - ليلى علوي - خالد أبو النجا - عايدة رياض - سعيد الصالح           | تدور أحداث المسلسل حول رجل أعمال شاب يدعى عمر يتعرض لصدمة نفسية ليدخل مستشفى الأمراض النفسية لفترة طويلة، قبل أن تظهر الطبيبة ليلى سلام ليقع عمر في حبها، ويقرر التعافي والخروج من تلك الأزمة، لتتصاعد الأحداث | - دراما - كوميدي                          |